# Mile Filipovski
Mile Filipovski, makedonski general, * 15. oktober 1920, † 22. maj 1986.

## Življenjepis
Od leta 1941 je bil član NOVJ in KPJ. Med vojno je bil na štabnih položajih več enot. 
Po vojni je končal šolanje na sovjetski Pehotni častniški šoli, VVA JLA in Vojni šoli.